# Bartolomeo Pacca, Jr.

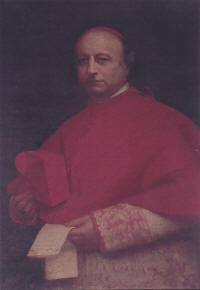
Bartolomeo Kardinal Pacca (d. J.)

Bartolomeo Pacca (der Jüngere) (* 25. Februar 1817 in Benevento, Königreich beider Sizilien; † 14. Oktober 1880 in Grottaferrata) war ein italienischer Kurienkardinal.

## Leben
Pacca, dessen Großonkel Bartolomeo Pacca ebenfalls Kardinal war, studierte zunächst in Rom und Velletri. 1838 wurde er dann privater Kämmerer von Papst Gregor XVI., der ihn im nächsten Jahr als Ablegato nach Frankreich schickte.
Als er nach Rom zurückkehrte, erhielt er am 6. Juni 1841 von seinem Großonkel, der wohl auch an seinem früheren Aufstieg mitgewirkt hatte, die Priesterweihe. Sofort danach übernahm Pacca wichtige Ämter an der Kurie, so war er zum Beispiel Mitglied der Konzilskongregation. Ab 1851 arbeitete er am Apostolischen Gericht, war bis 1853 Vizepräsident des Römischen Verbrechenstribunals. Am 16. Juni 1858 ernannte ihn Papst Pius IX. zum Kammermeister, was er bis 1868 blieb. Danach übernahm Pacca als Präfekt die Leitung des päpstlichen Haushalts.
Am 15. März 1875 erfolgte schließlich seine Aufnahme ins Kardinalskollegium. Die Kardinalskreierung wurde in pectore vorgenommen, bekanntgegeben wurde sie erst vier Monate später. Kardinal Pacca nahm am Konklave teil, in dem Leo XIII. gewählt wurde. Er starb zwei Jahre später mit 63 Jahren.